# Gachancipá (kommun)
Gachancipá är en kommun i Colombia.   Den ligger i departementet Cundinamarca, i den centrala delen av landet, 50 km norr om huvudstaden Bogotá. Antalet invånare är 10 886.